# Northrop F-5
Northrop F-5A/B Freedom Fighter i F-5E/F Tiger II su američki laki nadzvučni borbeni zrakoplovi koje je projektirala i gradila tvrtka Northrop. Avioni se koristili u mnogim zemljama diljem svijeta dok su stotine njegovih primjeraka i danas u 21. stoljeću ostale u aktivnoj uporabi.
Počeci F-5 vežu se uz 1950-e kada je tvrtka Northrop sama financirala projekt razvoja novog lovca. Prva generacija F-5A Freedom Fightera ušla je u uporabu 1960-ih godina. Do 1972. godine proizvedeno je preko 800 primjeraka F-5 za potrebe američkih saveznika tokom hladnog rata kao i Švicarske. Kako USAF nije imao potrebu za korištenjem novog lakog lovca nego nadzvučnog trenera, na temelju F-5 je razvijen njegov derivat Northrop T-38 Talon.
F-5E Tiger II je predstavljao poboljšani lovac druge generacije te su ga kao i njegovog prethodnika primarno koristili američki saveznici u hladnom ratu dok je u limitiranim količinama služio i u američkom ratnom zrakoplovstvu kao trener i borbeni zrakoplov. On je proizveden u 1.400 primjeraka (uključujući sve inačice) a njegova proizvodnja je prekinuta 1987. godine.
Mnogi F-5 su bili u službi svojih zračnih snaga kroz 1990-e i 2000-e te su prošli mnoge programe nadogradnje kako bi zadržali korak u promjeni načina zračnih borbi. F-5 je razvijen i za izviđačke misije i to kao RF-5 Tigereye.
Sam avion je kasnije bio polazna točka na temelju koje su razvijeni mornarički lovci Northrop YF-17 i F/A-18 Hornet namijenjeni nosačima aviona. Northrop F-20 Tigershark je bio naprednija verzija F-5E koja međutim nije pronašla vlastito tržište. Danas u SAD-u inačice F-5N/F koriste ratna mornarica i marinski korpus.

## Dizajn i razvoj
Sredinom 1950-ih korporacija Northrop je krenula s razvojem lovca male cijene, malih troškova održavanja s oznakom N-156 kako bi se zadovoljile potrebe američke ratne mornarice za lovcem koji bi vršio zadaće eskorta nosača aviona. Nakon što je mornarica objavila da će povući eskort lovce, Northrop je odlučiuo da nastavi s projektom N-156 odlučivši razviti napredni dvosjedni trener (N-156T) i lovac jednosjed (N-156F). Avion se temeljio na motoru General Electric J85. Riječ je o veoma malome motoru s vrlo visokim naknadnim potiskom.
N-156T je odabralo američko ratno zrakoplovstvo u srpnju 1965. kao zamjenu za postojeći T-33 Shooting Star.
Razvoj N-156F je nastavljen ali kao manji prioritet te privatni pothvat Northropa. Na tom principu su stvorena tri prototipa kao perspektivni lovci niske cijene koji bi se na temelju vojne pomoći mogli distribuirati manje razvijenim zemljama i američkim saveznicima. Prvi N-156F je poletio u zračnoj bazi Edwards 30. srpnja 1959. oborivši brzinu zvuka prilikom svojeg prvog leta.
Iako je testiranje N-156F bilo uspješno, pokazavši pouzdanost lovca te njegovu superiornost prilikom napada ciljeva na tlu, službeni interes za N-156 je oslabio te je 1960. izgledalo da će cijeli program njegova razvoja biti ukinut. Interes za F-5 je ponovo oživio 1961. kada ga je američka vojska testirala zajedno s Douglas A-4 Skyhawk i Fiat G.91 za potrebe izviđanja i bliske podrške. Iako su se sva tri aviona pokazala dobrima na testiranju, za zračne snage je postala upitna uporaba borbenog aviona s fiksnim krilima.
Tijekom administracije američkog predsjednika Johna F. Kennedyja, 1962. je obnovljen zahtjev za lovcem niske cijene čime je N-156F 23. travnja 1962. pobijedio na natjecanju F-X. Ime aviona je promijenjeno u F-5, a njegova proizvodnja je započela u listopadu iste godine.
Northrop je izgradio 636 primjeraka F-5A (uključujući i YF-5A prototip) a proizvodnja je završena 1972. godine. Tu su bila i 200 dvosjeda F-5B. Riječ je o operativnim trenerima koji nisu imali montirani top na nosu i druge borbene sposobnosti. Proizvedeno je i 86 RF-5A (inačica F-5A) koji su na nosu imali montirane četiri kamere. Osim Northropa, na temelju licence je kanadski Canadair proizveo 240 inačica F-5 prve generacije dok je španjolska CASA proizvela 70 primjeraka F-5.

### F-5E i F-5F Tiger II
1970. godine Northrop je pobijedio na javnom natječaju za poboljšani Međunarodni borbeni avion kojim bi se zamijenio postojeći F-5A. Zrakoplov su krasile bolje zrak-zrak performanse protiv protivničkih lovaca kao što je sovjetski MiG-21. Novi zrakoplov je u početku bio poznat kao F-5A-21 a poslije je postao F-5E. Avion je imao snažnije General Electric J85-21 motore, trup je proširen i produljen čime je omogućeno više prostora za gorivo. Na krilima su također rađene dizajnerske promjene kojima je povećana upravljivost. Avionika zrakoplova bila je sofisticiranija u odnosu na prethodnika te je uključivala i radar (u početku Emerson Electric AN/APQ-153) kojeg F-5A i B nisu imali. Zadržana su dva M39 topa (po jedan sa svake strane nosa).
Na zahtjev kupca mogla se dodavati nadogradnja avionike, primjerice inercijalni navigacijski sustav, zračni navigacijski sustav (TACAN) te ECM oprema. Prvi F-5E je poletio 11. kolovoza 1972.
Trenerski dvosjed F-5F (sposoban i za borbu) je poletio 25. rujna 1974. te je imao novi, duži nos na koji se za razliku od F-5B nije montirao top, ali je zadržan jedan M39 s manjom količinom streljiva od prethodnika. Dvosjed je bio opremljen s Emerson AN/APQ-157 radarom koji je derivat starijeg radara AN/APQ-153 s dvostrukom kontrolom i sustavom prikaza za dvočlanu posadu. Novi radar je kao i onaj stariji imao isti domet - 10 nautičkih milja. Izviđačka inačica, RF-5E Tigereye sa sustavom senzora smještenim u nosu te jednim topom je također ponuđena. Posljednja radarska nadogradnja je uključivala model Emerson AN/APG-69 koji je imao sposobnost mapiranja. Međutim, mnoge zemlje koje su kupile tu inačicu nisu odabrale i njegovu nadogradnju zbog financijskih razloga tako da se taj radar u ograničenim količinama koristio kod USAF-a i švicarskih zračnih snaga.
F-5E je na kraju dobio službeno ime Tiger II. Tijekom svoje operativne službe, F-5E je imao mnogobrojne nadogradnje a najznačajnija je noviji radar Emerson AN/APQ-159 s dometom od 20 nautičkih milja (umjesto originalnog AN/APQ-153).
Northrop je ukupno proizveo 792 F-5E, 140 F-5F i 12 RF-5E. Također, mnogo ih je licencno proizvedeno izvan SAD-a: 91 F-5E i F u Švicarskoj, 68 u Južnoj Koreji i 308 na Tajvanu.
F-5 se pokazao uspješnim borbenim zrakoplovom kod američkih saveznika ali je imao ograničenu jurišnu zadaću kod USAF-a tijekom Vijetnamskog rata.

### Nadogradnje
Različite inačice F-5 ostale su u službi mnogih zemalja diljem svijeta. Singapur je modernizirao i 49 F-5S (jednosjed) te F-5T (dvosjed). Nadogradnja je obuhvaćala novi talijanski FIAR Grifo-F X-band radar, redizajnirani kokpit s višefunkcionalnim zaslonima te kompatibilnost s AIM-120 AMRAAM i Rafael Python zrak-zrak projektilima.
Isti programi nadogradnje su provedeni u Brazilu i Čileu a u njima je sudjelovala izraelska tvrtka Elbit Systems. U brazilskom programu modernizacije, "novi" avioni su nazvani F-5M. U avione su uvedeni GRIFO radar, zasloni u kokpitu i navigacijska elektronika a mogli su koristiti Derby i BVR projektile. U virtualnoj simulaciji provedenoj 2006., brazilski F-5M je uspio oboriti dva francuska Dassault Mirage 2000N. Bio je opremljen s E-3 Sentry te ga je pratio Dassault Mirage 2000C.
Modernizirani čileanski lovci su nazvani F-5 Tiger III Plus te su imali nove Elta EL/M-2032 radare i druga poboljšanja.
Kraljevske tajlandske zračne snage također su modernizirale vlastite F-5 uz izraelsku suradnju te je nastao F-5T Tigris koji za razliku od nekih prijašnjih nadogradnji nije mogao koristiti BVR projektile.
Jedan F-5E (s izmijenjenim oblikom trupa) je koristila i NASA za potrebe znanstvenih istraživanja. Taj zrakoplov je danas izložen u Muzeju zračnog zapovjedništva Valiant u floridskom gradu Titusvilleu.

## Operativna povijest

### SAD
Prvi ugovor za proizvodnju F-5A je potpisan 1962. Oni su 1964. ušli u službu 4441. škole borbenog letenja pri USAF-u. Tamo je uloga aviona bila obuka stranih pilota i kopnenih posada zemalja kupaca F-5. Tada USAF još nije namjeravao kupnju velikih količina lovaca.
USAF je 1965. započeo s testiranjima lovca te je prelimenarna borbena procjena F-5A provođena u zračnoj bazi Eglin na Floridi u sklopu projekta Sparrow Hawk a jedan avion je izgubljen zbog greške pilota 24. lipnja 1965. U listopadu iste godine USAF je započeo s petomjesečnim borbenim testiranjem F-5A u projektu Skoshi Tiger. Za potrebe testiranja je dostavljeno dvanaest zrakoplova 4503. taktičko-borbenom eskadronu a nakon nekih tehničkih izmjena (npr. oprema za zračno nadolijevanje gorivom, okop te bolji instrumenti) avioni su označeni kao F-5C. Tijekom sljedećih šest mjeseci zrakoplovi su sudjelovali u Vijetnamskom ratu izvršivši više od 2.600 letova. F-5C je sudjelovao u sklopu 3. taktičko-borbenog krila koje je djelovalo iz zračnih baza u južnom Vijetnamu i Laosu. U borbi je izgubljen jedan lovac. Iako su bili uspješni, vodstvo zračnih snaga je procijenilo da je F-100 sposobniji za zračne napade ciljeva na tlu iako je imao manji domet. Taj potez se smatrao političkom gestom kojoj je cilj izvoz američkih F-5 zemljama saveznicama.
Od travnja 1966. lovac F-5 je nastavio s operacijama u Vijetnamu u sklopu 10. borbeno-komandnog eskadrona te se broj F-5 povećao na 17 zrakoplova. Nekoliko F-5 koji su se koristili u Vijetnamu kasnije su poslani u Rusiju i Poljsku s ciljem istraživanja američke avio tehnologije dok su ostali povučeni iz službe te se nalaze u vijetnamskim muzejima.
Model F-5E je bio u službi USAF-a od 1975. do 1990. u sklopu 64. i 65 eskadrona u zračnoj bazi Nellis u Nevadi kao i u američko-britanskoj zračnoj bazi Clark na Filipinima. Američki marinci su naručili bivše USAF-ove modele F-5E 1989. godine kako bi zamijenili njihov F-21 u bazi Yuma.
Američka mornarica je koristila F-5E u svojoj pilotskoj školi za mornaričke lovce u Kaliforniji.
Danas američka ratna mornarica leti s moderniziranim F-5E/F posuđenim od Švicarske 2006. godine. Avioni imaju poboljšani sustav te moderniziranu avioniku. Lovci se koriste u mornaričkim bazama u Kaliforniji i Nevadi.
Prema izvorima od FAA, 18 F-5 lovaca se nalazi u privatnom vlasništvu u Americi, uključujući i kanadsku kopiju Canadair CF-5D.

### Etiopija
Etiopiji je SAD 1966. godine isporučio 10 F-5A i 2 F-5B. Osim tih aviona, Etiopija je imala i trening eskadron temeljen s T-33 Shooting Star. 1970. godine zemlji su iz Irana dostavljena najmanje tri F-5A i B. 1975. godine Etiopija i SAD su postigli drugi dogovor u nabavci F-5 čime je zemlji dostavljeno 14 modela E i 3 modela F, a kasnije iste godine još 8 F-5E. Kasnije narudžbe su prekinute zbog embarga koji je trajao sve do promjene političke situacije u zemlji. Tako je SAD s Etiopijom osim dostave novih lovaca prekinuo i diplomatske odnose te povukao vojno osoblje iz zemlje. Zbog toga su etiopske zračne snage postigle dogovor s Izraelom o održavanju američkih F-5.
F-5 etiopskog ratnog zrakoplovstva se koristio u borbama protiv somalskih snaga tijekom Ogaden rata (1977. – 1978.). Somalija je raspolagala s MiG-21MF (dostavljeni 1970-ih) uz potporu MiG-17 (dostavljeni 1960-ih) koje je zemlja nabavila od Sovjetskog Saveza. Etiopski F-5E su pokazali zračnu superiornost u odnosu na somalske jer su koristili moderne AIM-9B zrak-zrak projektile. Etiopski vojni piloti tada su zračne vježbe vršili na modelima F-5E protiv inačica F-5A i F-86 Sabre (koji su simulirali somalske MiG-21 i MiG-17).
17. srpnja 1977. dva etiopska F-5 su prilikom kontrole zračnog prostora uočila četiri somalska MiG-21MF. U konačnici su oborena dva MiG-21 dok su se druga dva MiG-21 međusobno sudarili kada su izbjegavali AIM-9B raketu. Etiopski piloti su bili bolje obučeniji od somalskih zbog čega je Etiopija imala zračnu superiornost oborivši mnogo neprijateljskih zrakoplova. Ipak, somalska protuzračna obrana je oborila najmanje tri etiopska F-5 koji su bili u misiji napada opskrbnih baza u zapadnoj Somaliji.

### Filipini
Filipini su vlastitu flotu F-5A/B dostavljenih iz Južne Koreje i Tajvana povukli iz uporabe. Međutim, između šest do osam zrakoplova je u letnom stanju te su u stanju pripravnosti za potencijalne nacionalne hitne slučajeve. Dva od tih F-5 lovaca su nadograđena.

### Iran
Imperijalnim zračnim snagama Irana je dostavljena velika količina američke vojne opreme tijekom 1960-ih i 1970-ih. Iranu je najprije isporučeno 11 F-5A te 2 F-5B u veljači 1965. a operativnim su postali u lipnju iste godine. U konačnici, Iran je do 1972. dobio 104 F-5A i 23 F-5B. Od siječnja 1974. zemlja je imala 1. eskadron s 28 F-5F dok je zemlji još dostavljeno 166 F-5E/F i 15 dodatnih RF-5E. Isporuka lovaca Iranu je završena 1976. godine.
Kada su se iranskom ratnom zrakoplovstvu počeli dostavljati modeli F-5E i F, zemlja je počela s prodajom starijih modela F-5A i B drugim državama, uključujući Etiopiju, Grčku, Tursku i južni Vijetnam. Neki F-5B su zadržani kao treneri za obuku pilota.
Nakon islamske revolucije 1979. godine, Iran je zamrznuo odnose sa SAD-om tako da zemlja nije mogla doći do rezervnih dijelova koji su se nabavljali od drugih inozemnih izvora. F-5 se pokazao odličnim tijekom rata s Irakom. Zemlja je kasnije razvila vlastitu avio industriju koja je omogućila da F-5 i dalje ostane operativan.
Tijekom Iransko-iračkog rata, F-5 je bio uključen u mnoge zrak-zrak i zrak-zemlja operacije. Tada se F-5 borio u dog-fightovima s avionima iračkih zračnih snaga koje su raspolagale sa sovjetskim MiG-21, MiG-23, MiG-25 i Su-20/22 te francuskim Mirage F1 i Dassault Super Étendard. Iranski piloti su s F-5 ostvarili mnogo zračnim pobjeda ali i mnogo gubitaka.
Točna brojka zračnih bitiki i njihovim uspjeha se razlikuje kako kod iranskih i iračkih tako i kod zapadnih i sovjetskih izvora. Tako su se primjerice mnoge zračne pobjede koje su ostvarili piloti F-5 zbog političkih razloga pripisivale Revolucionarnoj gardi. Ipak, postoje izvješća da je iranski pilot, bojnik Yadollah Javadpour upravljajući s F-5E oborio irački MiG-25 6. kolovoza 1983. Osim toga, Javadpouru se pripisuje još pet zračnih pobjeda, čineći ga najuspješnijim vojnim pilotom F-5 na svijetu.
Generalno gledajući, F-5 je tijekom prvih godina rata između Irana i Iraka bio uspješniji zbog naprednijih projektila koji su koristili modernu tehnologiju infracrvenog traženja. Međutim, odnos snaga se s godinama koje su uslijedio promijenio jer je prema Iranu zaustavljen dotok novih raketa koje su se tada dostavljale Iraku.
Iranska avio industrija trenutno proizvodi vlastiti borbeni zrakoplov Saegeh koji se temelji na platformi F-5.

### Maroko
Zemlja je koristila F-5A i F-5B tijekom rata u zapadnoj Sahari 1980-ih godina. Tijekom tog rata protivnička strana je bila potpomagana od strane istočne Europe, Kube te alžirskih savjetnika. To im je omogućilo naoružavanje sofisticiranim protuzračnim projektilima SA-6, tako da je Maroko izgubio 14 lovaca F-5.
Kraljevske marokanske zračne snage su ukupno nadogradile 24 F-5E na standard F-5TIII.

### Norveška
Kraljevske norveške zračne snage imaju na raspolaganju 15 F-5A koji su trenutno prizemljeni dok se tri zrakoplova koriste za testne letove (npr. ocjenjivanje protu-brodskih projektila između 2003. i 2005.). Lovci su trenutno stavljeni na prodaju.

### Saudijska Arabija
Tijekom Zaljevskog rata, saudijski F-5 su se koristili kao bliska zračna potpora protiv iračkih jedinica u Kuvajtu. Jedan saudijski F-5E je izgubljen 13. veljače 1991. Tijekom sljedećih godina, Saudijska Arabija je izgubila oko 20 F-5 zbog različitih uzroka.

### Singapur
Singapur je jedan od važnijih kupaca i korisnika modela F-5E/F. Prvi zrakoplovi su naručeni 1976. godine kada je započela masovna ekspanzija oružanih snaga Singapura te je u prvoj seriji koja je završena krajem veljače 1979. dostavljeno 18 F-5E te 3 F-5F. S njima je opremljen novoosnovani 144. eskadron Black Kite sa sjedištem u zračnoj bazi Tengah. Krajem 1979. je naručeno dodatnih šest F-5E koji su dostavljeni 1981. godine. Godinu potom je naručeno tri F-5F koji su dostavljeni u rujnu 1983. u RAF-ovoj zračnoj bazi u Škotskoj. Odatle su ih transferirali piloti singapurskih zračnih snaga prema kući. 1983. zrakoplovi su u bazi Tengh preuzeli ulogu presretača umjesto postojećih Dassault Mirage III.
Sljedeća narudžba dodatnih šest F-5E je dogovorena 1985. a zrakoplovi su dostavljeni iste godine te dodijeljeni novome 149. Shikra eskadronu u Tengahu. Sljedeće godine Singapur je naručio tri F-5F i pet F-5E koji su se dostavljivali u razdoblju od prosinca 1987. do srpnja 1989. U pokušaju da se moderniziraju Kraljevske jordanske zračne snage, zemlja je stavila na prodaju sedam F-5E koje je 1994. kupio Singapur.
Od 1990. do 1991. singapurska avio industrija ST Aerospace je konvertirala osam postojećih F-5E u model RF-5E Tigereye koristeći opremu kupljenu od Northropa. Zrakoplove je nakon toga koristio 141. eskadron Merlin.
Krajem 1991. ST Aerospace je sklopio ugovor sa singapurskim zračnim snagama o modernizaciji i nadogradnji svih F-5E i F (uključujući i sedam F-5E kupljenih od Jordana). U program modernizacije je uključena i izraelska tvrtka Elbit Systems. Nadogradnja je uključivala ugradnju višemodnog talijanskog radara FIAR Grifo-F, redizajnirani kokpit s novim MIL-STD-1553R podatkovnim sabirnicama, GEC/Ferranti 4510 sustav upravljanja paljbom, dva BAE Systems MED-2067 višefunkcionalna zaslona, Litton LN-93 inercijski navigacijski sustav te HOTAS sustav upravljanja i davanja naredbi letjelici preko palice kako bi se smanjio rad pilota. Navodno su u avione instalirani sustav protumjere te Elisra SPS2000 radar za upozoravanje prijetnji.
20 mm top M39 na desnoj strani nosa je uklonjen kako bi se stvorio dodatni prostor za avioniku te je povećana upravljivost aviona.
Proces modernizacije je započeo u ožujku 1996. a završen je 2001. Kao rezultat svega, nadograđenim avionima je dodijeljena oznaka F-5S/T. 1998. je nadograđeno osam RF-5E (osim radara) te su označeni kao RF-5S.
Krajem 2009. singapurske zračne snage su imale više od 170.000 sati leta s F-5 te je u nesrećama izgubljeno samo dva F-5E (1984. i 1991. godine).
U lipnju 2009. samo su 141. i 144. eskadron koristili RF-5S i F-5S/T dok je 149. eskadron formalno prešao na F-15E Strike Eagle 5. travnja 2010.

### Tajvan
Tajvanske zračne snage su prvu isporuku od sedam F-5A i dva F-5B imale 1965. godine u sklopu programa američke vojne pomoći. Do 1971. Tajvan je djelovao sa 72 F-5A i 11 F-5B. Tijekom 1972. SAD je odlučio posuditi 48 tajvanskih F-5A Južnom Vijetnamu kako bi se osnažile tamošnje zračne snage prije povlačenja američke vojske s tog područja. 1973. se većina posuđenih F-5A nije koristila te je SAD odlučio da se 20 F-5A vrati Tajvanu.
1973. Tajvan je započeo s vlastitom proizvodnjom F-5 te je prva serija obuhvaćala sto F-5E. Do kraja 1986. kada je proizvodna linija prekinuta, zemlja je ukupno proizvela 242 F-5E i 66 F-5F. Dodavši još 28 F-5E/F američke proizvodnje, tajvanske zračne snage su bile najveći korisnik F-5E/F s ukupno 336 F-5E/F lovaca.
Nakon što je zemlja u razdoblju od sredine do kraja 1990-ih uvela u svoje ratno zrakoplovstvo 150 F-16, 60 Dassault Mirage 2000-5 te 130 F-CK-1, stariji F-5E/F lovci dobivaju sekundarnu ulogu te su danas većinom povučeni iz uporabe te su ih tamošnji eskadroni zamijenili novijim vojnim lovcima. Sedam F-5E je poslano u singapursku tvrtku ST Aerospace kako bi tamo bili konvertirani u RF-5E standard kako bi obavljali izviđačku ulogu. To im je dodijeljeno nakon što je povučen RF-104G.
2009. godine Tajvan je koristio oko 40 F-5E/F za potrebe obuke i treninga pilota dok ih je između 90 i 100 F-5E/F stavljeno u status rezervi. Povučeni F-5E/F su odvedeni na rezalište ili su korišteni kao zračni mamci novim lovcima F-16, Dassault Mirage 2000-5 te F-CK-1.
Zemlja je pokušala modernizirati svoju flotu F-5E/F tijekom 2000. i 2001. Nadogradnja je trebala obuhvaćati zamjenu postojećih radara s novijim GD-53 radarom od F-CK-1 te mogućnost aviona da prenosi jedan TC-2 BVRAAM na sredini. Međutim, zbog nedostatka interesa cijeli projekt je otkazan. Jedan prototip je izložen kod avio tvrtke AIDC u središnjem Tajvanu.
Vojni piloti tajvanskih F-5E/F su jedine zračne borbe s tim lovcima imali izvan zemlje i to u sjevernom Jemenu. Budući da je taj dio Jemena imao američku podršku, SAD mu je 1979. odlučio prodati 14 F-5E/F. Budući da nitko od sjeverno-jemenskih pilota nije znao upravljati s F-5 jer je MiG-15 u to vrijeme bio jedini korišteni lovac, SAD i Saudijska Arabija su angažirali više od 80 tajvanskih vojnih pilota. Angažman je uključivao i tajvansku kopnenu podršku te protu-zračnu obranu. Tajvanski piloti i vojni stručnjaci su poslani na sjever Jemena te su bili članovi sjeverno-jemenskih zračnih snaga u sklopu 115. eskadrona u Sani. Tamo su djelovali u razdoblju od travnja 1979. do svibnja 1990. a piloti su s F-5E/F ostvarili nekoliko zračnih pobjeda. Međutim, tajvanska radarska podrška i PZO su pretrpjeli gubitke zbog zračnih napada iz južnog Jemena gdje su se koristile usluge sovjetskih pilota.

## Inačice

### Jednosjedi

#### N-156F
Prototip lovca jednosjeda. Proizvedeno je svega tri zrakoplova.

#### YF-5A
Tri prototipa koji su dostavljeni USAF-u.

#### F-5A
Inačica lovca jednosjeda F-5 koja je izvorno bila bez radara dok je kasnijim nadogradnjama opremljen s AN/APQ-153 radarom.

#### F-5A (G)
Inačica lovca jednosjeda F-5A namijenjena Kraljevskim norveškim zračnim snagama.

#### XF-5A
Oznaka dodijeljena jednom zrakoplovu koji je korišten za statička testiranja.

#### A-9
Oznaka za lovce namijenjene španjolskim zračnim snagama koji su se licencno proizvodili u Španjolskoj.

#### F-5C Skoshi Tiger
12 F-5A Freedom Fighter lovaca koje je USAF četiri i pol mjeseca testirao u Vijetnamu.

#### F-5E Tiger II
Inačica lovca jednosjeda kojem je umjesto starijeg AN/APQ-153 radara uveden noviji radar AN/APQ-159

#### F-5E Tiger III
Nadograđena inačica F-5E u uporabi čileanskih zračnih snaga u kojima je izvorni radar AN/APQ-159 zamijenjen s radarom EL/M-2032.

#### F-5E/F
Lovac jednosjed kojeg koriste švicarske zračne snage gdje F-5E koristi krila s F-5F.

#### F-5G
Privremena oznaka koja je dana zrakoplovima F-20 Tigershark opremljenima s General Electric AN/APG-67 radarom.

#### F-5N
Bivši F-5E švicarskih zračnih snaga koji je bio u uporabi američke ratne mornarice u kojem je radar AN/APG-69 zamijenio izvorni radar AN/APQ-159. Ova inačica će biti u uporabi američke mornarice i marinskog korpusa do 2015. godine.

#### F-5S
Nadograđena inačica F-5E kojeg koriste singapurske zračne snage opremljen s Galileo Avionica FIAR Grifo-F X-band radarom te je sposoban ispaljivati AIM-120 AMRAAM rakete.

#### F-5T Tigris
Inačica F-5E koju je Izrael nadogradio za potrebe Kraljevskih tajlandskih zračnih snaga. Nadogradnja obuhvaća EL/M-2032 radar.

#### F-5EM
Nadograđena inačica F-5E s talijanskim Grifo-F radarom te u uporabi brazilskih zračnih snaga.

#### F-5TIII
Nadograđena inačica F-5E u uporabi Kraljevskih marokanskih zračnih snaga.

### Dvosjedi

#### F-5-21
Privremena oznaka za YF-5B.

#### YF-5B
Inačica F-5B s General Electric J85-GE-21 motorom koji se kao prototip koristio za razvoj F-5E Tiger II.

#### F-5B
Dvosjedna lovačka inačica opremljena s AN/APQ-157 radarom te namijenjena južnokorejskim zračnim snagama.

#### F-5B(G)
Dvosjedna trenerska inačica F-5B namijenjena Kraljevskim norveškim zračnim snagama.

#### F-5B M
Dvosjedna trenerska inačica koju španjolske zračne snage koriste za trening zračnih borbi.

#### F-5D
Neizgrađena trenerska inačica.

#### F-5F Tiger II
Dvosjedna trenerska inačica F-5E Tiger II testirana s AN/APQ-167 radarom koji se namjeravao zamijeniti s AN/APQ-157, ali on nikada nije uveden.

#### F-5F Tiger III
Nadograđena trenerska inačica F-5F čileanskih zračnih snaga.

#### F-5T
Nadograđena inačica F-5F u uporabi singapurskih zračnih snaga.

#### F-5FM
Nadograđena trenerska inačica F-5F namijenjena brazilskim zračnim snagama.

### Izviđačke inačice

#### RF-5A
Jednosjedna izviđačka inačica F-5A lovca. Proizvedeno je oko 120 ovih aviona.

#### RF-5A (G)
Jednosjedna izviđačka inačica F-5A lovca namijenjena Kraljevskim norveškim zračnim snagama.

#### RF-5E Tigereye
Jednosjedna izviđačka inačica F-5E lovca. Ovaj model se izvozio u Iran, Saudijsku Arabiju i Maleziju.

#### RF-5E Tigergazer
Sedam nadograđenih jednosjednih inačica F-5S u službi singapurskih zračnih snaga.

#### AR-9
Izviđački avioni namijenjeni španjolskim zračnim snagama.

### Inozemne inačice

#### Licencne inačice

##### CF-5
Lovačka inačica koju je za kanadske zračne snage licencno proizvodio Canadair. U Kanadi je zrakoplovu dodijeljena oznaka CF-116.

##### NF-5A
Jednosjedna lovačka inačica CF-5A za Kraljevske nizozemske zračne snage. Izgrađeno je 75 zrakoplova.

##### NF-5B
Dvosjedna trenerska inačica CF-5D za Kraljevske nizozemske zračne snage. Izgrađeno je 30 zrakoplova.

##### SF-5A
Jednosjedna lovačka inačica F-5A za španjolske zračne snage koju je u Španjolskoj licencno proizvodila CASA.

##### SRF-5A
Jednosjedna izviđačka inačica RF-5A za španjolske zračne snage koju je u Španjolskoj licencno proizvodila CASA.

##### SF-5B
Dvosjedna trenerska inačica F-5B za španjolske zračne snage koju je u Španjolskoj licencno proizvodila CASA.

##### VF-5A
Jednosjedna lovačka inačica CF-5A za venezuelanske zračne snage. Riječ je o licencnom modelu Canadair CF-116 koji je Kanada prodala Venezueli.

##### VF-5D
Dvosjedna trenerska inačica CF-5D venezuelanskih zračnih snaga.

##### KF-5E
Licencna inačica F-5E koja se licencno proizvodila u Južnoj Koreji a predstavljena je u rujnu 1982.

##### KF-5F
Licencna inačica F-5F koja se licencno proizvodila u Južnoj Koreji a predstavljena je u rujnu 1982.

##### Chung Chen
F-5E/F proizveden u Tajvanu za potrebe tamošnjih zračnih snaga a predstavljen 30. listopada 1974., dan prije 88. rođendana pokojnog predsjednika Chiang Kai Sheka. U čast predsjedniku, avion je nazvan Chung Chen (Chiangov pseudonim). Ukupno je izgrađeno 308 zrakoplova.

#### Ne-licencne inačice

##### Azarahš
F-5E izgrađen u Iranu s nepoznatim modifikacijama.

##### Saegeh
F-5E izgrađen u Iranu s dva vertikalna stabilizatora.

### Derivati

#### F-20 Tigershark
Northrop je pokušavao razviti naprednu inačicu F-5E, izvorno nazvanu F-5G. Avion je trebao biti izvozni konkurent F-16 Fighting Falconu. F-5G je kasnije preimenovan u F-20 Tigershark. Riječ je o jeftinijoj inačici i alternativi prvih modela F-16. Tigershark je bio čak superioran u odnosu na izvozni F-16 s General Electric J79 motorom koji međutim nikada nije lansiran na tržište.

#### Northrop YF-17
Northrop YF-17 je zrakoplov kod kojeg glavni elementi dizajna potječu iz Northropovog internog projekta N-300 za razvoj F-5. Prema N-300, avion je imao veći trup te snažnije General Electric 15-J1A1 motore. Krila su povišena kako bi se povećala fleksibilnost naoružanja. Na temelju projekta N-300 dodatno je razvijen P-530 Cobra. Iako USAF nije prihvatio Northropovu ponudu za YF-17 kao lakog lovca, na temelju njega je razvijen veći i moćniji F/A-18 Hornet.

## Korisnici

### Postojeći korisnici
- SAD: američki marinski korpus i američka ratna mornarica su trenutni korisnici F-5 dok ga je USAF povukao iz svoje uporabe.
- Bahrein: bahreinskim zračnim snagama je dostavljeno osam F-5E i dva F-5F između 1985. i 1987.[3]
- Bocvana: bocvanske zračne snage su od Kanade kupile deset nadograđenih CF-5A i tri CF-5D 1996. godine.[17] Nova dva CF-5D su kupljena 2000.[18]
- Brazil: brazilske zračne snage raspolažu s 57 vlastito nadograđenih F-5E koji će se povući iz uporabe 2015. godine.[19]
- Čile: čileansko ratno zrakoplovstvo je tijekom 1970-ih naručilo 15 F-5E i 3 F-5F. Ti avioni su 1993. nadograđeni na Tigre III standard. Zračne snage su svoju flotu 1995. godine nadopunile s deset F-5E i dva F-5F kupljenih od Hondurasa.[3] Zemlja je 2009. svojih 16 F-5E zamijenila s 16 F-16 MLU T5. 2009. godine Čile je ukupno imao deset operativnih F-5.
- Filipini: filipinskim zračnim snagama je 1966. godine dostavljeno 22 F-5A (jednosjed) i 8 F-5B (dvosjed). U razdoblju od 1988. do 1989. Filipinima je isporučeno najmanje osam tajvanskih F-5A, dok je 2001. zemlji dano pet južnokorejskih F-5A/B. Iako su svi zrakoplovi povučeni iz službe 2006., između šest do osam zrakoplova je u letnom stanju te su u stanju pripravnosti za potencijalne nacionalne hitne slučajeve. Dva F-5B lovaca su nadograđena.[20]
- Honduras: honduraške zračne snage.
- Indonezija: indonezijske zračne snage su svih 16 F-5E povukle iz uporabe krajem 2005. ali im je dodijeljen status rezervi u slučaju nužde u budućnosti.
- Iran: iranskim zračnim snagama je izvorno dostavljeno 140 lovaca dok je danas operativno između 60 i 75 F-5E i F lovaca. Također, zemlja je proizvela nepoznat broj lovaca HESA Saegeh i HESA Azarahš koji su derivati F-5.
- Jemen: sjevernojemenskim zračnim snagama je dostavljeno 14 F-5E/F kojima su isprva upravljali tajvanski piloti u sklopu 115. eskadrona u Sani. Ujedinjenjem sjevernog i južnog Jemena, svi F-5 su prešli u zajedničke jemenske zračne snage.
- Jordan: Kraljevske jordanske zračne snage.
- Kenija: kenijske zračne snage. U srpnju 2008. je objavljeno da će Kenija potrošiti 1,5 milijardi kenijskih šilinga za kupnju 15 F-5, 13 F-5E i 2 F-5F od Jordana.[21] Ugovor bi osim aviona uključivao i rezervne dijelove te trening pilota. Ti zrakoplovi bi bili dodani ili bi zamijenili postojeću flotu F-5.[22]
- Maroko: Kraljevske marokanske zračne snage koriste 33 F-5A/B, 9 F-5E/F te 24 nadograđenih F-5TIII.
- Meksiko: meksičke zračne snage koriste osam F-5 E i dva F-5F.[23]
- Saudijska Arabija: u Kraljevskim saudijskim zračnim snagama je povučeno 110 F-5E/F aviona (osim onih u ulozi trenera) dok će neki eskadroni koji ih još uvijek koriste (npr. 10. eskadron u Taifu) zamijeniti s Eurofighter Typhoonom.
- Singapur: singapurske zračne snage raspolažu s 32 F-5S, 9 F-5T i 8 RF-5S.
- Sudan: sudanskim zračnim snagama je 1978. isporučeno deset F-5E i dva F-5F. Jedan F-5F je prodan Jordanu dok su tijekom Ogaden rata dva sudanska pilota sa svojim F-5 pobjegli u Etiopiju.[3]
- Španjolska: španjolske zračne snage koriste 20 F-5B kao trenere za potrebe lovačkih škola.
- Švicarska: švicarske zračne snage koriste 42 F-5E i 12 F-5F Tiger II.[24]

- Tajland: u Kraljevskim tajlandskim zračnim snagama je model F-5A povučen iz uporabe, dok se trenutno koriste inačice F-5B/E/F/T te F-5B/E koje će se umiroviti tijekom 2011. i 2012. Njih će zamijeniti 12 švedskih lovaca JAS 39 Gripen. Posljednja flota F-5 aviona (riječ je o nadograđenim F-5T Tigris i F-5F) će biti u operativnoj službi do 2015. ili max. do 2020. godine.
- Tunis: tuniške zračne snage.
- Turska: turske zračne snage su kupile više od 200 F-5A/B i NF-5A/B od raznih zemalja. Tijekom 2000-ih je između 40 i 50 zrakoplova nadograđeno na F-5/2000 standard. Ukupno je operativno 50 NF-5A i 25 NF-5B.
- Venezuela: venezuelanske zračne snage.

### Bivši korisnici
- Austrija: austrijske zračne snage su od Švicarske privremeno posudile F-5 koji su kasnije vraćeni i zamijenjeni s Eurofighter Typhoonom.
- Etiopija: etiopsko ratno zrakoplovstvo.
- Južna Koreja: južnokorejske zračne snage i akrobatski tim Black Eagles (unutar zračnih snaga) su koristili F-5 sve do njegovog umirovljenja 1978. godine.
- Grčka: grčke zračne snage.
- Južni Vijetnam: južnovijetnamskim zračnim snagama je SAD isporučio ukupno 24 F-5A Freedom Fightera, 3 F-5B trenera te 12 F-5E Tiger IIs.
- Kanada: domaća avio industrija Canadair je proizvodila licencne modele CF-5.
- Libija: Kraljevsko libijsko ratno zrakoplovstvo je do 1969. godine raspolagalo s deset F-5. Mnogi od njih su nakon 1969. prodani Turskoj.
- Malezija: Kraljevske malezijske zračne snage.
- Nizozemska: Kraljevske nizozemske zračne snage.
- Norveška: Kraljevske norveške zračne snage.
- SSSR: modeli F-5E su dostavljeni u SSSR iz Vijetnama te Etiopije (tijekom Derg režima) za potrebe istraživanja i testnih letova. Testirana je njihova borbena sposobnost protiv domaćih lovaca MiG-21 i MiG-23 što je u konačnici pomoglo razvoju domaćih MiG-23MLD i MiG-29.[25]
- Republika Kina: tajvanske zračne snage su bile najveći korisnik F-5E/F lovaca koje su tijekom 1990-ih u potpunosti zamijenili Dassault Mirage 2000-5, F-16 Fighting Falcoon i F-CK-1.
- Vijetnam: narodne vijetnamske zračne snage su zarobile nekoliko F-5 od južnovijetnamskih zračnih snaga. Jedan F-5E (serijska oznaka 73-00867) je transferiran u Sovjetski Savez za potrebe testnih letova i simulacija protiv sovjetskog MiG-21bis. U službi Južnog Vijetnama je bilo oko 40 modela F-5E/F/C.[26]

## Tehničke karakteristike (F-5E Tiger II)
Izvori podataka: 
Osnovne karakteristike
- posada: 1
- dužina: 14,45 m
- raspon krila: 8,3 m
- površina krila: 17,28 m²
- visina: 4,08 m
- aeroprofil: NACA 65A004.8 root, NACA 64A004.8 tip

Letne karakteristike
- najveća brzina: 1.6 Macha (1.700 km/h, 1.060 mph)
- dolet: 3.700 km
  - borbeni dolet: 1.405 km
- brzina penjanja: oko 175 m/sek. (oko 34.400 stopa/sek.)
- najveća visina leta: 15.800 m
- motor: 2× General Electric J85-GE-21B motor

Naoružanje
- naoružanje:
- Top: 2× 20 mm M39A2, 280 metaka po revolverskom topu
- Nosač oružja: 
ukupno 7 nosača na koja se mogu montirati rakete, bombe i projektili.
Maksimalna nosivost je 3.200 kg.
- Projektili:
  - 4× AIM-9 Sidewinder ili
  - 4× AIM-120 AMRAAM
  - 2× AGM-65 Maverick
- Bombe:
  - različite zrak-zemlja bombe, npr. bombe iz serije Mark 80
  - nenenavođene čelične bombe
  - CBU-24, CBU-49, CBU-52, CBU-58 bombe
  - M129 bomba
  - laserski navođene bombe, npr. bombe iz Paveway obitelji
  - napalm bombe
- Rakete:
  - 2× LAU-61 / LAU-68 raketni spremnik (svaki s 19× /7× Hydra 70 mm raketama) ili
  - 2× LAU-5003 raketni spremnik (svaki s 19× CRV7 70 mm raketama) ili
  - 2× LAU-10 raketni spremnik (svaki s 4× Zuni 127 mm raketama) ili
  - 2× Matra raketni spremnik (svaki s 18× SNEB 68 mm raketama) ili
- defanzivne mjere: 
Emerson Electric AN/APQ-153 radar (ranije inačice F-5E)
Emerson Electric AN/APQ-159 (kasnije inačice F-5E)
AN/AVQ-27 (laserski označavatelj mete; samo za F-5B i F-5F)